# کسب‌وکار اجتماعی
کسب‌وکار اجتماعی نخستین بار توسط پروفسور محمد یونس، اقتصاددان بنگلادشی و برنده جایزه صلح نوبل سال ۲۰۰۶، به کار گرفته شد. کسب و کار اجتماعی، کسب و کاری است که هدف اصلی تأسیس آن، اجتماعی بوده‌است؛ به عبارت دیگر یک کسب و کار اجتماعی ایجاد می‌شود تا یک یا چند مشکل اجتماعی نظیر: فقر، اعتیاد، بیکاری، طلاق، کار کودکان، مشکلات فرهنگی، مشکلات محیط زیستی و … را برطرف کند.

## ویژگی‌های کسب و کار اجتماعی
هر کسب و کار برای آنکه یک کسب و کار اجتماعی محسوب شود باید سه ویژگی که توسط محمد یونس معرفی شده‌ را داشته باشد.
سه ویژگی لازم کسب و کار اجتماعی عبارتند از:
1. هدف اصلی کسب و کارهای اجتماعی، برطرف کردن مشکلات اجتماعی است: بر خلاف کسب و کارهای تجاری که برای حداکثر کردن سود برای صاحبان خود تأسیس می‌شوند، یک کسب و کار اجتماعی ایجاد می‌شود تا یک یا چند مشکل جامعه را برطرف کند؛ بنابراین می‌توان گفت کسب و کارهایی که هدف اصلی تأسیس آنها کسب سود حداکثری برای صاحبانشان است، حتی اگر فعالیت‌های اجتماعی انجام دهند، تبدیل به کسب و کار اجتماعی نمی‌شوند.
2. از نظر اقتصادی خودگردان هستند: کسب و کارهای اجتماعی باید تمامی هزینه‌های خود را از طریق فروش محصولات یا خدمات، تأمین کنند؛ بنابراین سازمان‌های خیریه علی‌رغم آنکه هدف آنها مطلقاً هدفی اجتماعی است به علت آنکه از لحاظ اقتصادی خودگردان نیستند و هزینه‌های آنها از طریق دریافت کمک‌ها و هدایای مردمی و دولتی، تأمین می‌شود مشمول تعریف کسب و کار اجتماعی نمی‌شوند.
3. در کسب و کار اجتماعی سودی میان سهامداران تقسیم نمی‌شود. طبق شرط دوم هر کسب و کار اجتماعی باید از طریق درآمدی که از تجارت بدست می‌آورد، هزینه‌های خود را پوشش دهد اگر درآمدهای یک کسب و کار اجتماعی بیش از هزینه‌های آن باشد سود حاصل شده میان سهامداران تقسیم نمی‌شود بلکه برای گسترش دامنه فعالیت‌های اجتماعی مجدداً در کسب و کار اجتماعی، سرمایه‌گذاری می‌شود.

می‌توان در جمع‌بندی بیان کرد که کسب و کار اجتماعی، کسب و کاری است که هدف اصلی تأسیس آن اجتماعی است و ضرر ده نیست؛ به این معنا که سود حاصل از فعالیت‌های آن برابر یا بیشتر از صفر است و سودی بین سهامداران تقسیم نمی‌کند.
کسب و کارهای اجتماعی دو نوع دارند که در زیر، خصوصیات و تفاوت‌های این دو بیان می‌شود.

## کسب و کار اجتماعی نوع اول
کسب و کاری که مالکیت آن را افرادی داشته باشند که فقیر نیستند، زمانی یک کسب و کار اجتماعی محسوب می‌شود که هر سه خصوصیت ذکر شده در بالا را دارا باشد. در اینجا تأکید بر عدم تقسیم سود میان سهامداران است. در این نوع از کسب و کار اجتماعی هر یک از سهامداران می‌تواند هر زمان که خواست اصل سرمایه خود را دریافت کند و هیچ سودی به او تعلق نمی‌گیرد.

## کسب و کار اجتماعی نوع دوم
کسب و کاری که فقرا، مالک آن هستند در صورت تقسیم سود میان صاحبانش که همگی افرادی فقیر هستند یک کسب و کار اجتماعی محسوب می‌شود یعنی شرط سوم تنها برای کسب و کارهایی که مالکیت آنها را فقرا دارند قابل اغماض است و با تقسیم سود میان صاحبانش، از دامنه کسب و کارهای اجتماعی خارج نمی‌شود؛ دلیل این موضوع این است که تقسیم سود در این حالت فقر را برطرف می‌کند که یکی از مشکلات اجتماعی است. می‌توان گفت کسب و کارهایی که مالکان آن، فقرا هستند در صورتیکه از لحاظ اقتصادی خودگردان باشد، کسب و کاری اجتماعی محسوب می‌شوند زیرا هدف اجتماعی که برطرف کردن فقر است در ذات آنها نهفته‌است.
در واقع می‌توان گفت یک کسب و کار اجتماعی از کسب و کارهای تجاری و سازمان‌های خیریه متمایز است؛ زیرا بر خلاف کسب و کارهای تجاری که هدف اصلی آنها کسب سود اقتصادی حداکثری برای صاحبانشان است یک کسب و کار اجتماعی دارای هدف اصلی اجتماعی است و بر خلاف سازمان‌های خیریه که برای ادامه حیات خود و ارائه خدمات اجتماعی به کمک‌ها و هدایای دیگران وابسته هستند، یک کسب و کار اجتماعی از لحاظ اقتصادی خودگردان است و باید از طریق تجارت (فروش محصولات/خدمات) حداقل تمامی هزینه‌های خود را پوشش دهد.

## اصول کسب و کار اجتماعی
طبق آنچه که محمد یونس معرفی کرده‌است، کسب و کارهای اجتماعی باید به هفت اصل پایبند باشند.
هفت اصل کسب و کارهای اجتماعی عبارتند از:
1. هدف کسب و کار اجتماعی، غلبه بر یک یا چند مشکل اجتماعی نظیر: فقر، آموزش، بهداشت، محیط زیست و … می‌باشد و کسب و کار اجتماعی برای کسب سود حداکثر ایجاد نشده‌است.
2. کسب و کار اجتماعی باید از لحاظ اقتصادی و مالی، پایدار و خودگران باشد.
3. سرمایه گذاران همان میزانی که سرمایه‌گذاری کرده‌اند را می‌توانند دریافت کنند و هیچ سودی به آنها پرداخت نمی‌شود.
4. تمامی سودی که برای کسب و کار اجتماعی حاصل می‌شود، باید برای گسترش و بهبود اثرگذاری اجتماعی در همان کسب و کار اجتماعی یا کسب و کار اجتماعی دیگر، سرمایه‌گذاری شود.
5. یک کسب و کار اجتماعی نسبت به محیط زیست دغدغه دارد و فعالیت‌های آن نباید آثار منفی زیست‌محیطی داشته باشد.
6. افرادی که در کسب و کار اجتماعی فعالیت می‌کنند، باید از حقوقی برابر با دیگر کسب و کارها و شرایط کاری بهتر بهره‌مند باشند.

۷- انجام کسب و کار اجتماعی باید با لذت همراه باشد.
بنگاه اجتماعی یکی از اقسام کارآفرینی اجتماعی محسوب می‌شود و کسب و کارهای اجتماعی را می‌توان نوعی خاص از بنگاه اجتماعی در نظر گرفت. بنگاه اجتماعی، کسب و کاری است که هدف اصلی تأسیس آن برطرف کردن یک یا چند مشکل اجتماعی بوده‌است و می‌تواند بخشی از سود حاصل شده را میان سهامداران خود تقسیم کند. موسسات مختلف، تعاریف نسبتاً متفاوتی از بنگاه اجتماعی ارائه کرده‌اند اما در همه این تعاریف، اجتماعی بودن هدف اصلی مشترک است؛ لذا کسب و کارهای اجتماعی یکی از اقسام بنگاه اجتماعی محسوب می‌شوند که دارای ویژگی و اصول معینی هستند که توسط بنیانگذار این مفهوم یعنی پروفسور محمد یونس معرفی شده‌اند. در کسب و کارهای اجتماعی، تجارت (فروش محصولات/خدمات) هدف اصلی نیست بلکه صرفاً ابزاری برای تضمین پایداری سازمان و تحقق بهتر و گسترده‌تر مأموریت اجتماعی آن است.
پروفسور محمد یونس، در کتاب «کسب و کارهای اجتماعی: شیوه جدیدی از کسب و کار در دنیای سرمایه داری که منجر به تأمین نیازهای حیاتی بشر خواهد شد» به تبیین مفهوم کسب و کار اجتماعی می‌پردازد. او در این کتاب علاوه بر بیان مفاهیم نظری، مثال‌هایی الهام بخش از کسب و کارهای اجتماعی که حاصل تجربیات اوست را بیان کرده است.